# Proshaberd
El castillo de Proshaberd (en armenio: Պռոշաբերդ, también conocido con el nombre de Boloraberd)  es una fortaleza construida en el siglo XIII por el príncipe Prosh Khaghbakian . Situada en unas laderas abruptas de una montaña a unos 7 kilómetros al sur de la ciudad de Vernashen en la provincia de Vayots' Dzor de Armenia. Casi a un kilómetro al este se encuentra el monasterio de Spitakavor con su iglesia dedicada a San Astvatsatsin y construido en el siglo XIV.

## Leyenda local
Según cuentan los del lugar, en tiempo de los persas, sitiaron la fortaleza, pero debido a sus muros de piedra de basalto impenetrables, no conseguían tener éxito en sus intentos de tomarla. El suministro de agua no eran capaces de encontrarlo, así que un hombre les asesoró que lo mejor era mantener una mula con sed durante siete días y sus noches y luego dejarla en libertad para que buscara agua. Así se hizo y al cabo de siete días la mula encontró la zona de donde procedía el agua para el fuerte. El ejército persa pudo cortar el suministro y así conseguir la rendición de la fortaleza.
El príncipe Prosh, por temor a posibles ataques se cuenta que había hecho ocultar sus objetos de valor dentro de las paredes de Proshaberd y entre las montañas cercanas. Se dice que: “Si uno puede entender los símbolos dejados por el príncipe, es posible que pueda localizar los tesores perdidos”. En un jachkar  que se encuentra cerca de la carretera se puede leer: “El tesoro está en la cabeza”.

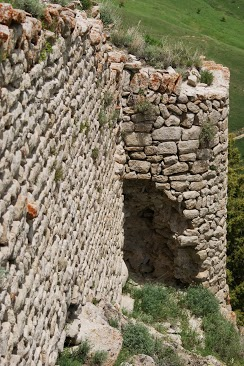
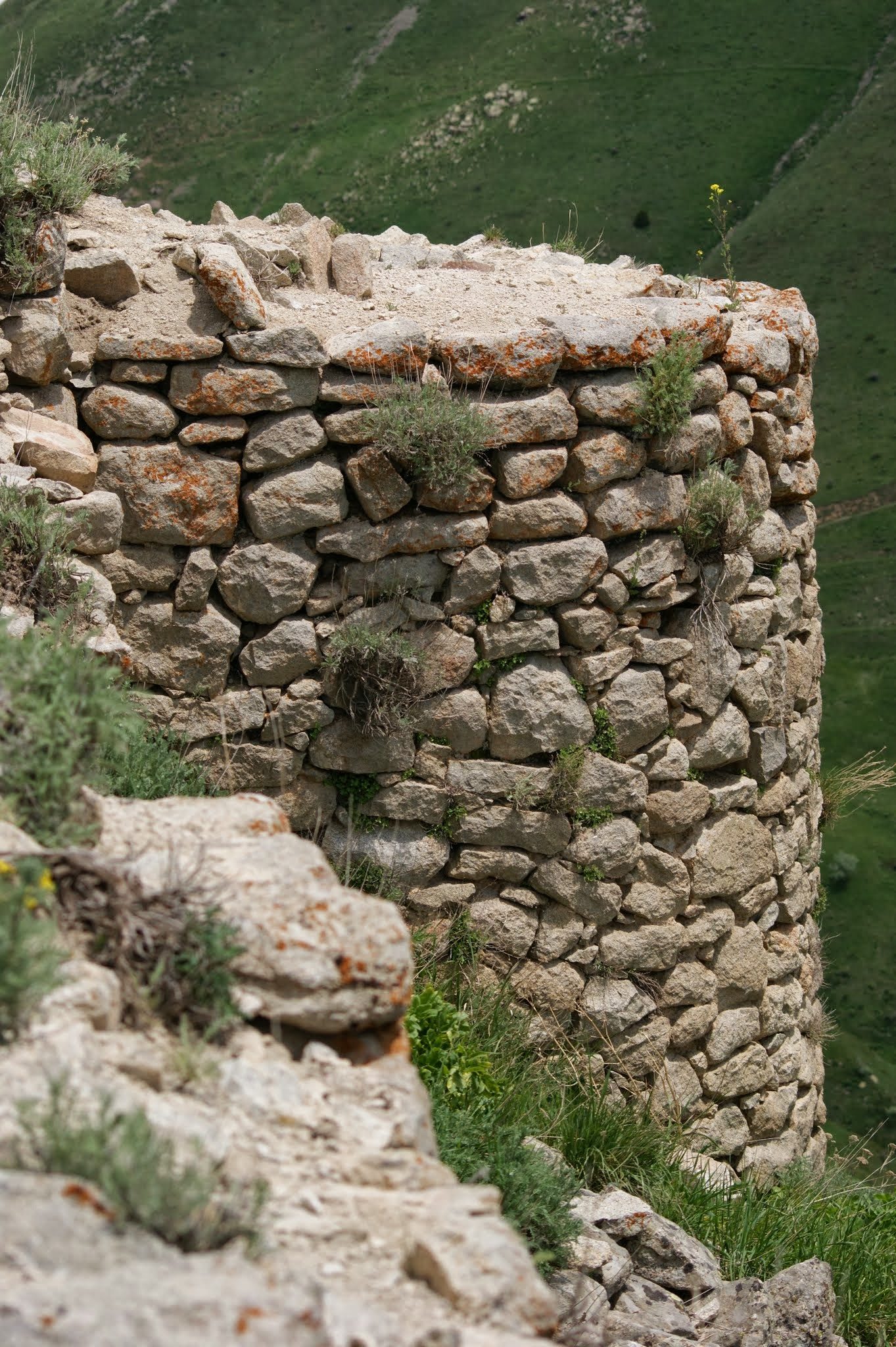
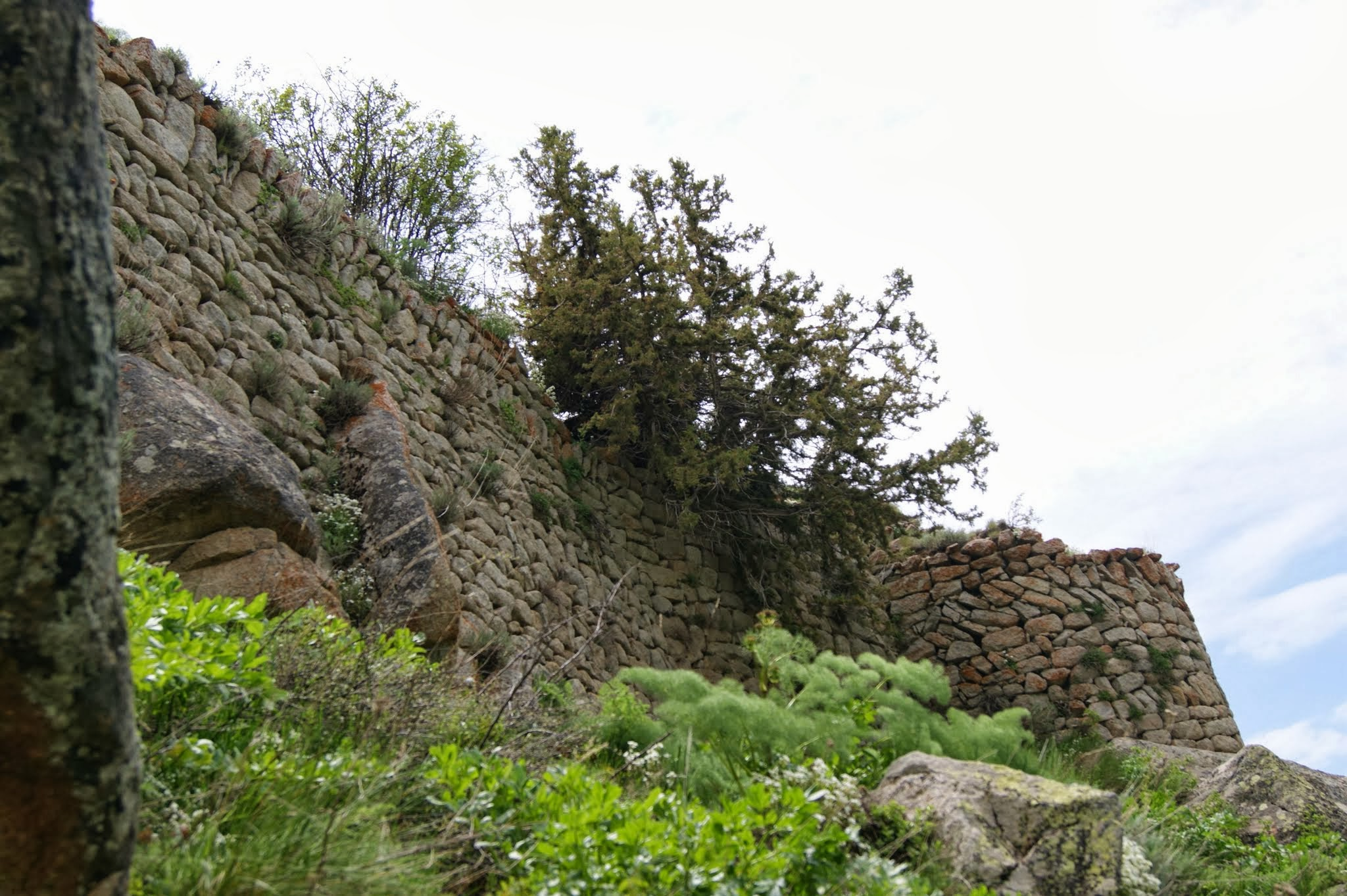
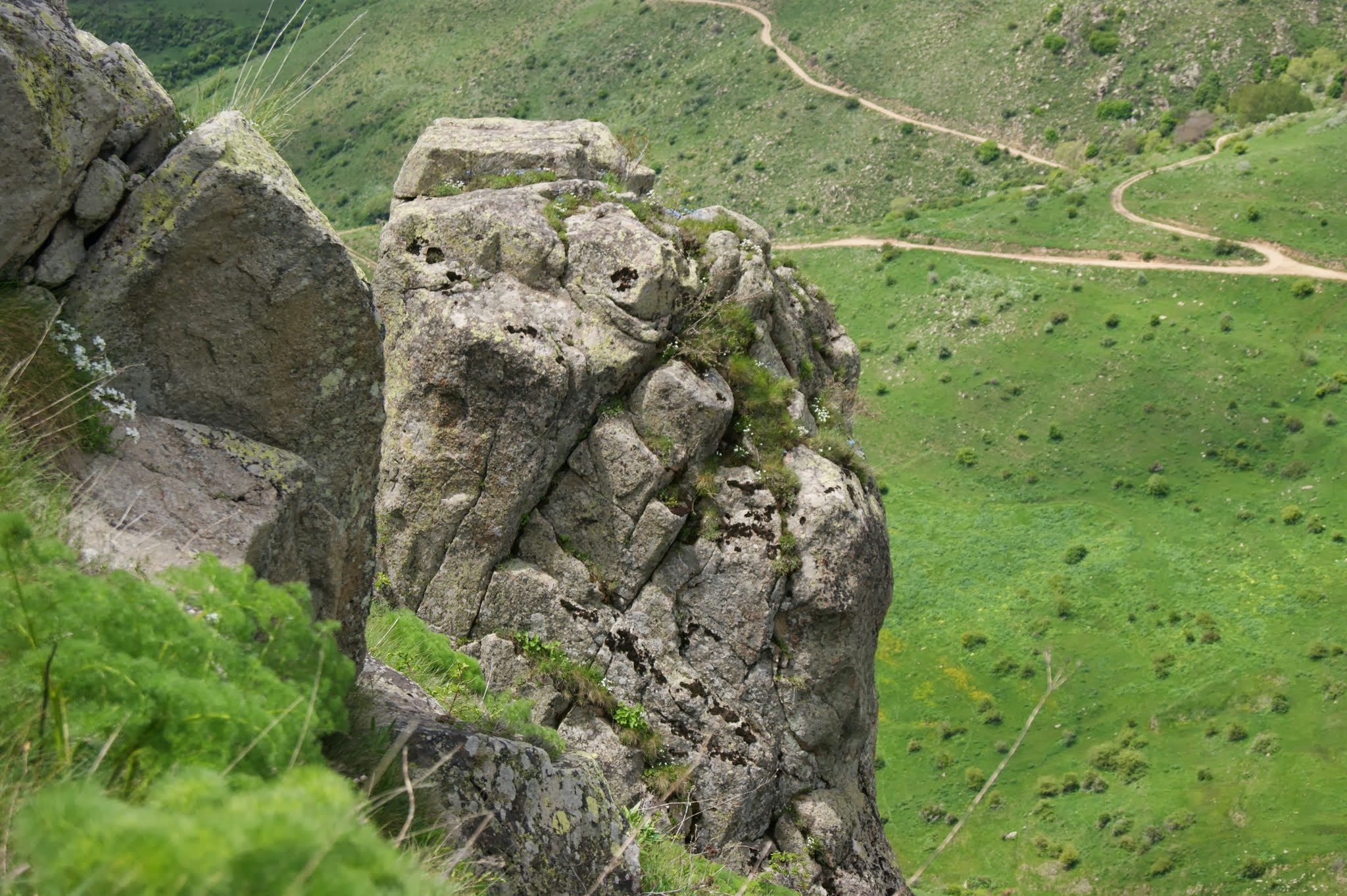